# نهر باري
نهر باري هي قرية تقع في سيتو، ترغكانو بماليزيا. هذا المجال هو تحت إدارة JKKK باري مع نهر المسؤولية الكاملة عن إدارة المعلومات والاتصالات من الحكومة للشعب وتخصيص الأموال والمساعدة التي تقدمها حكومة الولاية أو الاتحادية.